# Landstrygerliv
Landstrygerliv er en dansk stumfilm fra 1909 produceret af Nordisk Films Kompagni og instrueret af Viggo Larsen.
Filmen blev i tysktalende lande distribueret under titlen Landstreicherleben

## Handling
En lille sigøjnerfamilie, bestående af den gamle bedstefar, en 14-årig pige, Ritra, og en 10-årig dreng, slår sig ned på en markedsplads for at tjene lidt penge ved at spille og danse. De er knap begyndt, da en emsig politibetjent dukker op og kræver at se deres papirer. Da de stakkels mennesker hverken har identifikationspapirer eller tilladelse fra politiet til at møde op på markedet, bliver de trods tilskuernes højlydte protester ført til politigården, hvor den gamle mand får en bøde for overtrædelse af politivedtægten.
På trods af børnenes hjerteskærende gråd og den gamle mands tavse fortvivlelse, bliver han straks sendt i fængsel for at sidde bøden af, fordi han ikke kan betale den. I mellemtiden bliver børnene anbragt på et børnehjem. Men sigøjnerblodet i Ritra vil ikke lade hende ligge stille i sin seng, mens hendes bedstefar er i fængsel. Da alt er stille i på børnehjemmet, sniger hun sig ind i rummet, hvor hendes bror sover, vækker ham, klæder ham på og flygter med ham gennem vinduet.
Midt om natten ringer de to sigøjnerbørn desperat på dommerens dørklokke. Han er irriteret over, at bliver vækket, og det bliver ikke bedre, da han hører, at børnene forsøger at narre ham til at omgå loven og løslade deres bedstefar. Men isen i hans hjerte smelter, da han ser børnenes rørende kærlighed til den gamle mand og den naive tillid til en dommers absolutte magt. Da Ritra vender sig helt knust væk fra dommeren efter hans første afslag, kalder han hende meget rørt tilbage og følger hende selv til bedstefaderen, som han så løslader, og i hvis hænder han også lægger nogle penge.
Den storsindede dommer bliver rigt belønnet for sin venlighed af de genforenede tre sigøjneres overvældende venskab og taknemmelighed, og han ville helt sikkert have været endnu gladere, hvis han havde været vidne til den jublende glæde, de udtrykte, da de vendte tilbage til landevejen under deres fødder, og igen kan sidde ned på engen for at nyde deres simple måltid sammen.